# Концертхаус (Вена)
Концертхаус (нем. Konzerthaus) — центр классической музыки в Вене, столице Австрии. Открыт в 1913 году. Это одна из самых известных действующих концертных площадок классической музыки.
В Концертхаусе базируется Венский симфонический оркестр — муниципальный оркестр Вены, с которым работали такие выдающиеся дирижёры, как Жорж Претр, Геннадий Рождественский, Вольфганг Заваллиш и Карло Мария Джулини. В 1997—2005 годах его возглавлял российский дирижёр Владимир Федосеев.
Здесь проходит около 750 мероприятий в сезон, которые посещает примерно 600 тысяч слушателей. Наряду с романтической и барочной музыкой здесь исполняются джаз и рок.

## Концертные залы

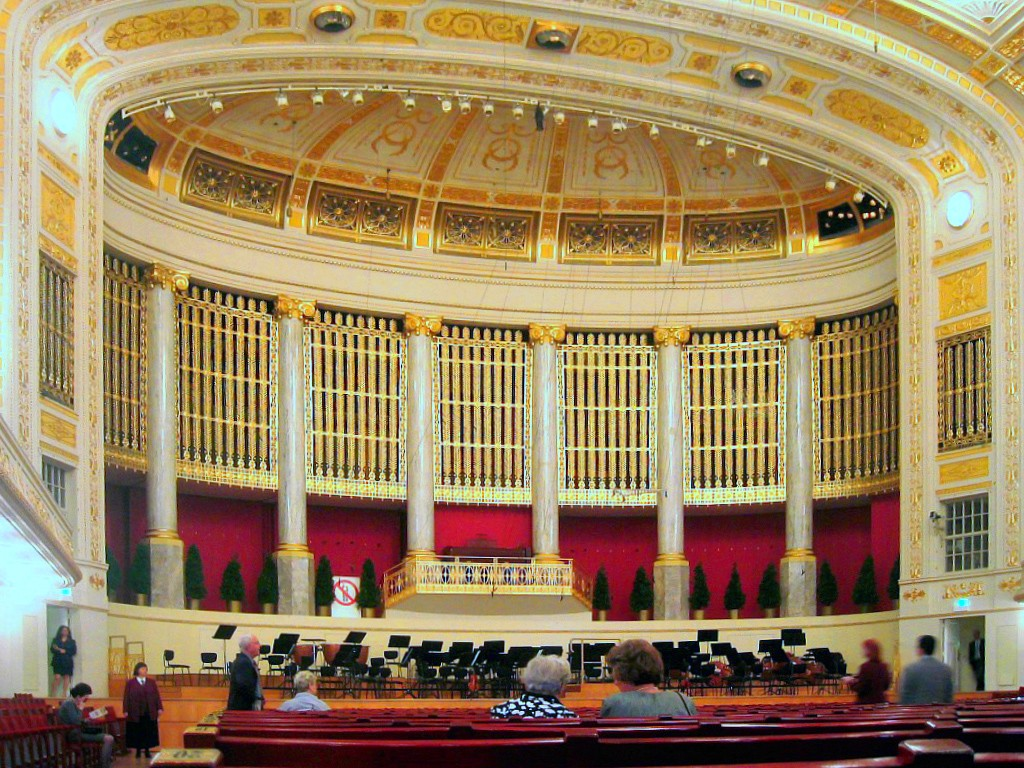
Большой зал

На площади 70 х 40 метров исходно располагались три зала, концерты в которых можно проводить одновременно благодаря звукоизоляции.
- Großer Saal (Большой зал) — 1,840 мест.
- Mozartsaal (Зал Моцарта) — 704 мест.
- Schubertsaal (Зал Шуберта) — 336 мест.
- Neuer Saal (Новый зал) — добавлен с 2001 года.

## История
Идея концертного центра для разнообразной (не только академической, как в Венском музыкальном обществе) музыки в Вене возникла в 1890 году. Первоначальные проекты включали, в том числе, конькобежный каток, велоклуб и стадион на 40 000 зрителей. Хотя этот проект был отвергнут, в настоящее время Венский Концертхаус действительно размещается вплотную с крытым катком.
Венский Концертхаус с тремя концертными залами строился с 1911 по 1913 годы. Архитектура, акустика и устройство здания, рассчитанного на четырёхтысячную аудиторию, соответствовали высочайшим стандартам своего времени.
Открытие зала состоялось в октябре 1913 года, накануне I мировой войны. На открытии звучала Девятая симфония Бетховена с призывом «Обнимитесь, миллионы!», а за пультом стоял Рихард Штраус, написавший к случаю «Праздничную прелюдию».
В межвоенный период зал был центром европейской музыкальной жизни — множество сочинений впервые исполнялось именно здесь.
После Второй мировой войны Концертхаус играл важнейшую роль в культурном возрождении Австрии, став основной площадкой для исполнения и пропаганды Новой музыки. Просуществовав почти столетие, здание подверглось реконструкции, занявшей три года.
Первоначальное здание стиля модерн неоднократно меняло облик из-за ремонта и реконструкций, но в 1970-х годах была проведена реконструкция первоначального облика по чертежам архитекторов-создателей.
С 1997 по 2000 год здание прошло полную реконструкцию. К трем залам был пристроен четвёртый, оборудованный по последнему слову техники и ориентированный в первую очередь на современную музыку. В 2001 году венский Концертхаус открылся вновь.
В 2013 году Концертхаус послужил местом для проведения финала национального отбора на конкурс «Евровидение»-2013.

## Директора
- Egon Seefehlner (1946—1961)
- Peter Weiser (1961—1977)
- Hans Landesmann (1978—1984)
- Alexander Pereira (1984—1991)
- Karsten Witt (1991—1996)
- Christoph Lieben-Seutter (1996—2007)
- Bernhard Kerres (2007-)